# Капланов, Рашид-Хан Завитович
Рашид-Хан Забитович Капланов (1883, аул Аксай Хасав-Юртовского округа Терской области Российской империи  — 10 декабря 1937, полигон «Коммунарка», Московская область, СССР) — кумыкский князь и российский дворянин, председатель ЦК (1917—1918), и.о. председателя Совета Министров, министр внутренних дел Горской Республики (1918—1919), министр народного просвещения и по делам вероисповеданий (1919), министр торговли, промышленности и продовольствия Азербайджанской Демократической Республики (1919—1920).

## Биография
Потомственный дворянин. Происходил из кумыкского княжеского и российского дворянского рода Каплановых — младшей ветви династии Шамхалов (старшей ветвью династии являлся княжеский род Тарковских), правившей на Прикаспийской равнине и Северо-Восточном Кавказе с VIII по XIX век (с 734 по 1867 год).

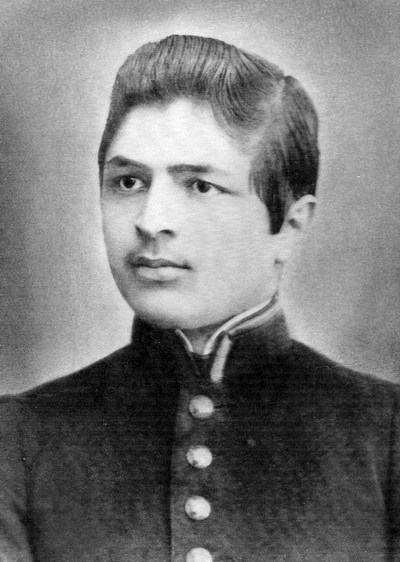
Рашитхан в молодости

Родился в 1885 году в кумыкском ауле Аксай Терской области Российской империи. По окончании владикавказской гимназии, поступил на юридический факультет Парижского университета (Сорбонны), который окончил экстерном в 1909 году. 
В 1910—1913 годах жил в Константинополе, работал в Комиссии по законодательству Министерства юстиции Османской империи, преподавал в Школе гражданских судей. В этот период неоднократно печатался, под псевдонимами, в первой русскоязычной газете «Стамбульские новости», в газете «Танин». Имел связи с членами Триумвирата, управлявшего Османской империей — Энвер-пашой, Талаат-пашой и Джемаль-пашой.
В 1913 году вернулся на родину. В 1914—1917 гг. работал присяжным поверенным во Владикавказе, активно участвовал в общественно-политической жизни.
С мая 1917 года — член президиума Первого Горского съезда (май 1917). С ноября 1918 — по апрель 1919 года — министр внутренних дел Республики Народов Северного Кавказа.

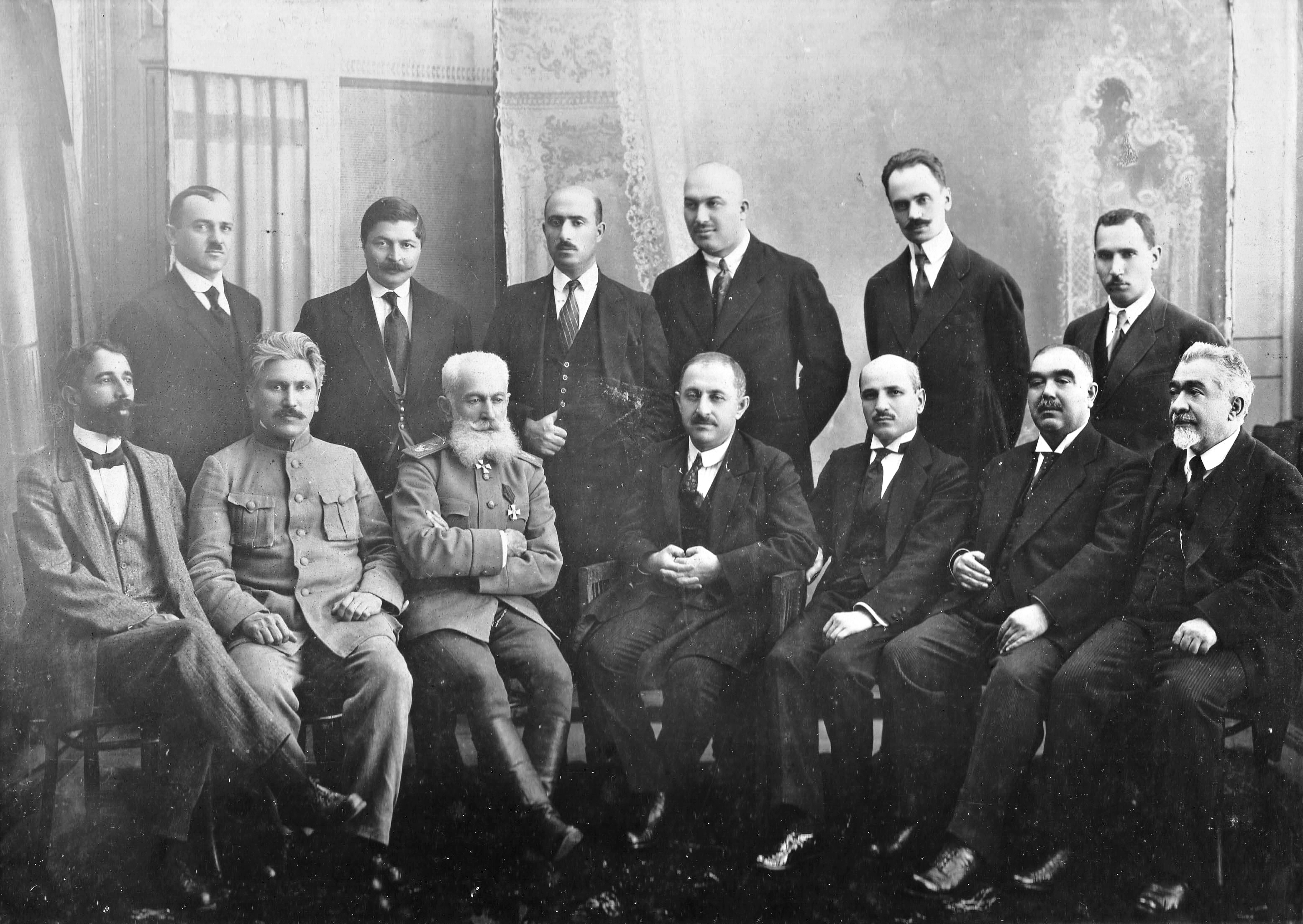
Капланов (стоит, 2-й слева) в составе кабинета министров АДР IV-го состава. Декабрь 1919

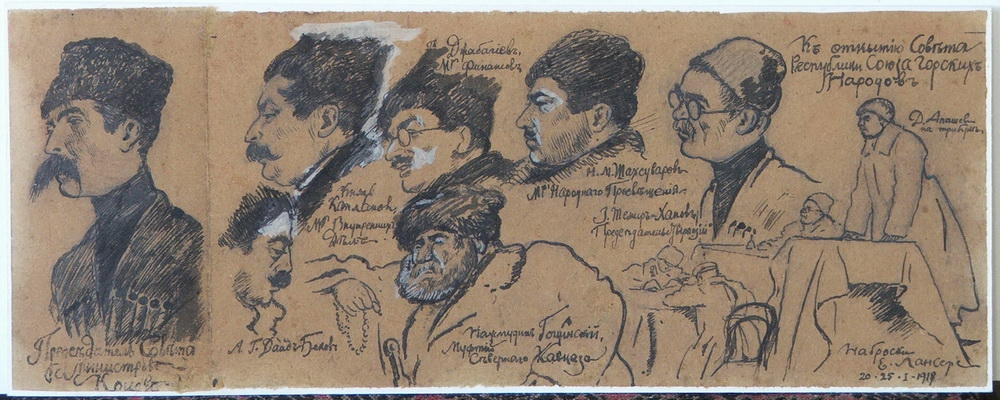
Капланов на наброске портретов участников горского съезда в Темир-Хан-Шуре. Январь 1919. Автор — Евгений Лансере

К маю 1919 года состояние Горского правительства, находящегося в состоянии войны с Добровольческой армией было таково, что часть его была ближе к врагу, чем своему государству. Капланов в условиях этого противостояния, стоявший (с марта по май) во главе Горского меджлиса, принадлежал к той части, что из принципа необходимости держалась сотрудничества с большевиками против Добровольческой армии в целях сохранения горской независимости. В 1919 году при оккупации Дагестана войсками Деникина был арестован, бежал в Азербайджан. В июне 1919 года приглашён на работу в правительство Азербайджана: до 12 декабря 1919 года был министром народного просвещения и религиозных конфессий, с 24 декабря 1919 по 1 апреля 1920 года — министром торговли и промышленности. 
При участии Капланова был открыт Бакинский университет.

## Советские годы и репрессии
Во время советизации Баку 11 мая 1920 года арестован. Однако по ходатайству Д. Коркмасова, Нариманова и Орджоникидзе, был освобождён. Позже жил в Москве, работал преподавателем в КУТВ, юрисконсультом в узбекском представительстве.
Арестован 8 октября 1937 года, 7 декабря была определена ВМН, «За» — Сталин, Молотов, Жданов (АП РФ, Оп. 24. Д. 413. Л. 249). 10 декабря Военная коллегия Верховного суда СССР приговорила Капланова к расстрелу, и в тот же день приговор был приведён в исполнение; захоронение полигоне «Коммунарка».
Реабилитирован в апреле 1991 Прокуратурой СССР.

## Семья
- Отец — князь Завит Каплан-Аджиевич Капланов (ок. 1838 — 1914), один из крупных землевладельцев Дагестана.
- Мать — княгиня Айбала Оздеаджиева.
- Младший брат — Ибрагим хан Капланов (1887—1948) — в 1918 году командовал Кумыкским конным полком (Горская Республика); воевал в составе Белой армии Деникинский (ВСЮР), после разгрома белых эмигрировал; умер в США.
- Сестра — Наджабат (1886—1979, Монморанси), была замужем за генералом Т. Бековичем-Черкасским; эмигрировала в Германию.
- Жена — Элька Хаимовна (в быту Ольга Ефимовна) Аршон (1886, Динабург — 1964, Москва)[6], врач, выпускница Сорбонны (где познакомилась с будущим мужем, их брак был заключён в Париже), дочь первого казённого раввина Тобольской губернии (с 1888 года) Хаима Берковича Аршона (1855—1932). После ареста мужа была осуждена на 10 лет ИТЛ как член семьи изменника Родины.
  - Сын — Мурад Рашидович Капланов, главный конструктор ретранслятора космической связи на спутнике Молния-1 (КА), доктор технических наук, профессор, дважды лауреат Государственной премии СССР[2].
    - Внук — Рашид Мурадович Капланов, историк, этнограф, специалист в области иудаики[7][8].

  - Дочь — Фатьма Рашидовна Окунева (1911, Константинополь — 1992, Москва), первым браком была замужем за резидентом-нелегалом в Германии Юрием Александровичем Мазелем (1896—1938, расстрелян), уроженцем Вильны, перед арестом заместителем начальника «Союззаготпушнины»[9][10]; вторым браком (с 1937) — за инженером Израилем Симховичем (Исаем Семёновичем) Окуневым (1911—1963) из черкасской купеческой семьи[11].